# Un po' più in là sulla destra
Un po' più in là sulla destra (titolo in lingua originale Un peu plus loin sur la droite) è un romanzo giallo del 1996 della scrittrice francese Fred Vargas. Dopo Chi è morto alzi la mano tornano i personaggi dei tre evangelisti e di Vandoosler il vecchio. Debutta invece il personaggio di Ludwig Kelweihler, che tornerà anche nel successivo Io sono il tenebroso.
Il romanzo è stato pubblicato per la prima volta nel 1996 in Francia presso l'editore Hamy, tradotto e pubblicato in Italia nel 2008 da Einaudi, nella collana Stile libero - Big.

## Trama
Ludwig (o Louis) Kelweihler è un ex dipendente del ministero dell'Interno e un vero esperto di indagini particolari. È molto alto e zoppo, a causa di un incidente che gli ha bruciato il ginocchio. Possiede un rospo, Bufo, che porta sempre con sé.
Dopo un forte temporale ritrova in place de la Contrescarpe a Parigi, un piccolo frammento di osso umano. Kelweihler fiuta la possibilità che dietro al frammento osseo possa esserci una sordida storia conclusasi con un omicidio. Ignorato dal commissario Paquelin, Ludwig il Tedesco, nomignolo affibbiatogli dai detrattori che contestano i suoi metodi, Kelweihler decide di imbastire una sua personale indagine con l'aiuto della sua rete di informatori personali, ma soprattutto con la collaborazione di Marc Vandoosler, detto San Marco, studioso del medioevo e archivista personale di Kelweihler.
Ludwig scopre che l'osso è un frammento di un alluce femminile ingerito da un cane e dallo stesso animale digerito ed evacuato. Marc comincia quindi a sorvegliare i cani che frequentano la zona di ritrovamento del frammento e scopre una possibile traccia che porterà prima Kelweihler e poi lo stesso Marc in un piccolo paesino della Bretagna profonda, Port-Nicolas, a una ventina di chilometri da Quimper.
A Port-Nicolas i due avranno a che fare con Sevran, il padrone del cane (un appassionato quanto eccentrico collezionista di macchine per scrivere), con il sindaco Chevalier (un abile mentitore) e col losco Blanchet (un razzista deciso a prendere la poltrona di Chevalier). Ma Kehlweiler è a conoscenza che a Port-Nicolas vive anche Pauline, una delle poche donne che il Tedesco abbia veramente amato, ma con la quale non parla da molti anni; così decide di rivederla un po' per interessi personali e un po' per motivi professionali. 
Kehlweiler ricostruirà pazientemente la storia del dramma che ha portato alla morte della vecchia Marie, alla quale apparteneva il piccolo osso ritrovato per caso in una piazza parigina, a centinaia di chilometri dal luogo dove era stata brutalmente assassinata.